# 周鳳翔 (崇禎進士)
周鳳翔（？—1644年），字儀伯，號巢軒，浙江紹興府山陰縣人，明朝末年政治人物。崇禎戊辰進士，官至翰林院侍讀。甲申國難時，自縊殉國。

## 生平
天啟四年（1624年）甲子科順天鄉試第三名舉人，崇禎元年（1628年）戊辰科二甲進士。改庶吉士，授翰林院編修。九年（1636年）任江西鄉試副考官，十年（1637年）任經筵講官，遷南京國子監司業。歷官左中允、左諭德，兼翰林院侍讀，任東宮講官。十七年（1644年），李自成攻破京師，崇禎帝在煤山自縊殉國，有帝已南遷之傳言。周鳳翔不知崇禎帝所在，入朝查看，見魏藻德、陳演、侯恂、宋企郊等蜂擁進殿，朝賀李自成。周鳳翔在殿前大哭，從左掖門逃出，竟無人阻攔。周鳳翔返回家中之後，給雙親寫信道別，並在牆上題詩後自縊。詩中有“碧血九原依聖主，白頭二老哭忠魂”句。此時距離崇禎帝殉國方才兩日。南明追贈禮部右侍郎，諡文節。清朝賜諡文忠。

## 延伸阅读
[在维基数据编辑]
 《明史卷二百六十六》，出自《明史》